# Holcocera nucella
Holcocera nucella é uma espécie de mariposa do gênero Holcocera pertencente à família Coleophoridae.